# Čakanovce (Košice-okolie)
Čakanovce (deutsch Tschakanowetz, ungarisch Ósvacsákány – bis 1907 Csákány) ist eine Gemeinde im Osten der Slowakei mit 761 Einwohnern (Stand 31. Dezember 2024), die zum Okres Košice-okolie, einem Teil des Košický kraj, gehört.

## Geographie
Die Gemeinde befindet sich im Nordostteil des Talkessels Košická kotlina unterhalb des östlich gelegenen Gebirges Slanské vrchy, im Tal des Baches Herliansky potok im Einzugsgebiet der Olšava. Das Ortszentrum liegt auf einer Höhe von 279 m n.m. und ist 22 Kilometer von Košice entfernt.
Nachbargemeinden sind Bačkovík im Norden, Herľany (Katastralgemeinde Žirovce) und Vyšná Kamenica im Nordosten, Nižná Kamenica im Osten, Bidovce im Süden, Trsťany im Westen und Čižatice im Nordwesten.

## Geschichte
Čakanovce wurde zum ersten Mal 1276 als Chakan schriftlich erwähnt, zusammen mit den nahe gelegenen Orten Bidovce und Svinica. Damals gehörte das Dorf zum Herrschaftsgut von Svinica, das vom Geschlecht Aba gehalten wurde. 1406 kam der Besitz zum Geschlecht Perényi und dem Herrschaftsgut von Trebišov. 1427 wurden in einem Steuerverzeichnis 20 Porta verzeichnet. 1828 zählte man 52 Häuser und 390 Einwohner, die als Korbmacher und Landwirte beschäftigt waren.
Bis 1918/1919 gehörte der im Komitat Abaúj-Torna liegende Ort zum Königreich Ungarn und kam danach zur Tschechoslowakei beziehungsweise heute Slowakei.

## Bevölkerung
| Jahr                | 1994 | 2004     | 2014     | 2024     |
| ------------------- | ---- | -------- | -------- | -------- |
| Anzahl der Personen | 462  | 559      | 654      | 761      |
| Unterschied         |      | +20,99 % | +16,99 % | +16,36 % |

| Jahr                | 2023 | 2024    |
| ------------------- | ---- | ------- |
| Anzahl der Personen | 734  | 761     |
| Unterschied         |      | +3,67 % |

Gemäß der Volkszählung 2011 wohnten in Čakanovce 618 Einwohner, davon 455 Slowaken, 86 Roma, fünf Tschechen, vier Magyaren und ein Ukrainer. 67 Einwohner machten keine Angabe zur Ethnie.
280 Einwohner bekannten sich zur römisch-katholischen Kirche, 196 Einwohner zur Evangelischen Kirche A. B., 32 Einwohner zur griechisch-katholischen Kirche, 24 Einwohner zur reformierten Kirche, fünf Einwohner zu den Siebenten-Tags-Adventisten, drei Einwohner zur evangelisch-methodistischen Kirche und ein Einwohner zur orthodoxen Kirche; zwei Einwohner bekannten sich zu einer anderen Konfession. 18 Einwohner waren konfessionslos und bei 57 Einwohnern wurde die Konfession nicht ermittelt.

## Bauwerke und Denkmäler
- evangelische Kirche im gotischen Stil aus dem 14. Jahrhundert
- Landsitz im klassizistischen Stil aus dem frühen 19. Jahrhundert

## Söhne und Töchter der Gemeinde
- Arisztid Dessewffy (1802–1849), ungarischer Generalmajor und einer der 13 Märtyrer von Arad